# Better Than Love
Better Than Love (deutsch: „Besser als Liebe“) ist ein Lied des britischen Synthie-Pop-Duo Hurts von ihrem Debütalbum Happiness. Es wurde im Vereinigten Königreich als ihr Debütlied am 10. Mai 2010 veröffentlicht, das den Platz 50 der britischen Singlecharts erreichte. Das Lied befand sich auch in den belgischen und niederländischen Charts.
Das Lied wurde als Doppel-A-Seite mit der Single Illuminated am 9. Mai 2011 im Vereinigten Königreich neuveröffentlicht. In Deutschland wurde die Single am 15. Juli 2011 ohne Illuminated wiederveröffentlicht.

## Musikvideo
Das Musikvideo wurde am 28. April 2010 auf dem offiziellen YouTube-Account von Hurts hochgeladen, wobei ein Trailer dazu einen Tag vorher hochgeladen wurde. Das war ihr erstes, professionelles Musikvideo. Theo Hutchcraft und Adam Anderson stehen in einem Saal für ein Vorsprechen, umgeben von Frauen, die ihnen von der Kleidung her ähnlich aussehen. Als Anderson das Klavier spielt, schaut sich Hutchcraft das Vorsprechen im Spiegel des Saals an. Das Video wurde im Buftea-Studio in Bukarest, Rumänien mit der rumänischen Schauspielerin Laura Cosoi und anderen rumänischen Schauspielerinnen gedreht. Cosoi spielte auch in ihrem späteren Video Sunday die Hauptrolle.

## Titelliste
- CD-Single und 7" Vinyl

1. Better Than Love (Radio Edit) – 3:32
2. Mother Nature – 2:50

- iTunes Single

1. Better Than Love (Radio Edit) – 3:32
2. Better Than Love (Jamaica Remix) – 4:19

- iTunes EP

1. Better Than Love (Radio Edit) – 3:32
2. Better Than Love (Tiefschwarz Mix) – 8:48

- Italienische CD-Single/12" Vinyl

1. Better Than Love – 3:32
2. Better Than Love (Italoconnection Remix) – 5:14

- Andere Versionen

1. Better Than Love (Freemasons Pegasus Club Mix) – 9:19
2. Better Than Love (Freemasons Pegasus Radio Edit) – 3:36

- iTunes EP (Illuminated / Better Than Love)

1. Better Than Love – 3:33
2. Better Than Love (Freemasons Pegasus Mix Radio Edit) – 3:33
3. Better Than Love (Death in Vegas Acid Remix) – 8:11
4. Better Than Love (Burns European Sex Remix) – 5:04
5. Illuminated – 3:20

## Charts und Chartplatzierungen
| ChartsChartplatzierungen     | Höchstplatzierung | Wochen |
| ---------------------------- | ----------------- | ------ |
| Deutschland (GfK)            | 66 (5 Wo.)        | 5      |
| Schweiz (IFPI)               | 56 (1 Wo.)        | 1      |
| Vereinigtes Königreich (OCC) | 50 (1 Wo.)        | 1      |